# Aero Rent Airlines
L'Aero Rent Airlines (in russo: Аэро Рент Авиакомпания) era una compagnia aerea russa con base tecnica e l'hub principale all'aeroporto di Mosca-Vnukovo, nella Russia europea.

## Storia
L'Aero Rent Airlines è stata registrata a Mosca il 9 marzo 1995.
Il certificato d'operatore no.67/02 di voli charter è stato rilasciato alla compagnia aerea dall'Ente dell'Aviazione Civile della Russia il 6 dicembre 2001.
Il 29 ottobre 2009 l'Ente dell'Aviazione Civile della Russia ha rinnovato il certificato d'operatore della compagnia aerea.
Il 17 novembre 2011 la Rosaviacija ha annullato la licenza del trasporto aereo dell'Aero Rent Airlines in seguito le inadempienze sistematiche nel campo di manutenzione ordinaria dei velivoli.

## Strategia
L'Aero Rent Airlines si specializzava nei voli charter ed i voli VIP nazionali ed internazionali con la flotta degli aerei a corto/medio raggio.
Tutti i passeggeri della compagnia aerea utilizzavano la Sala VIP o la Sala delle Delegazioni Ufficiali dell'aeroporto di Mosca-Vnukovo.

## Flotta storica
La flotta degli aerei dell'Aero Rent Airlines era composta dai seguenti velivoli russi nelle versioni business e VIP.
Corto raggio
- British Aerospace BAe 125-800
- Tupolev Tu-134
- Yakovlev Yak-40
- Yakovlev Yak-42

Medio raggio
- Tupolev Tu-154B-2/M

Cargo
- Ilyushin Il-76TD

## Accordi commerciali
- Aeroflot-Nord, Russia
- Jet Air Group, Russia
- Aero Dienst, Germania
- Vnukovo Engineering, Russia